# La Santa Estació
La Santa Estació (en castellà: La Santa Estación) és una intervenció de l'artista xilena Nevenka Pavic, realitzat entre 2017 i 2018, a l'espai de l'avinguda del Metro amb cantonada al de Ramón y Cajal, a prop de l'estació de Santa Eulàlia.